# Katakeja
Katakeja is een bestuurslaag in het regentschap Lembata van de provincie Oost-Nusa Tenggara, Indonesië. Katakeja telt 1184 inwoners (volkstelling 2010).